# Carlisle (Antigua i Barbuda)
Carlisle – miasto w Antigui i Barbudzie, na wyspie Antigua.
Carlisle jest stolicą  Saint Philip. Populacja miasta wynosi 1402 mieszkańców (2013).